# Paradoxo dos gêmeos

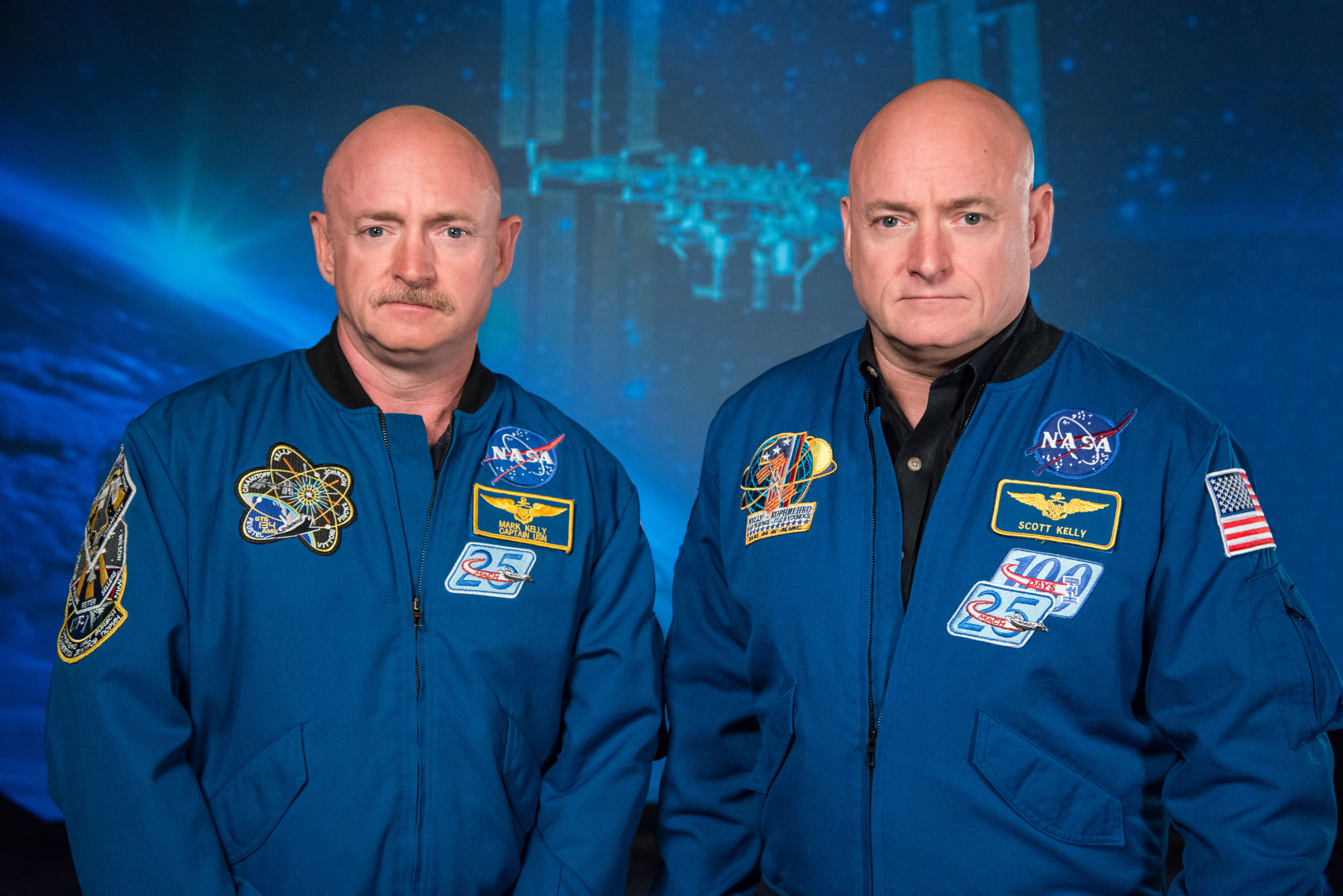
Durante a missão de um ano da ISS, o astronauta Scott Kelly (à direita) envelheceu cerca de 8,5 milissegundos a menos que seu irmão gêmeo terrestre Mark (à esquerda) devido a efeitos relativísticos.

Na física, o paradoxo dos gêmeos é um experimento mental na relatividade especial envolvendo gêmeos, um dos quais faz uma viagem espacial em velocidades relativísticas e retorna para casa para descobrir que o gêmeo que permaneceu na Terra envelheceu mais. Este resultado parece intrigante porque cada gêmeo vê o outro gêmeo em movimento e, portanto, como consequência de uma aplicação incorreta e ingênua da dilatação do tempo e do princípio da relatividade, cada um deveria paradoxalmente descobrir que o outro envelheceu menos. No entanto, este cenário pode ser resolvido dentro da estrutura padrão da relatividade especial: a trajetória do gêmeo viajante envolve dois referenciais inerciais diferentes, um para a viagem de ida e outro para a viagem de volta. Outra maneira de entender o paradoxo é perceber que o gêmeo viajante está passando por aceleração, o que o torna um observador que não é inercial. Em ambas as visões, não há simetria entre os caminhos espaço-temporais dos gêmeos. Portanto, o paradoxo dos gêmeos não é realmente um paradoxo no sentido de uma contradição lógica.
Começando com Paul Langevin em 1911, houve várias explicações para esse paradoxo. Essas explicações "podem ser agrupadas naquelas que focam no efeito de diferentes padrões de simultaneidade em diferentes referenciais, e aquelas que designam a aceleração [experimentada pelo gêmeo viajante] como a principal razão". Max von Laue argumentou em 1913 que, uma vez que o gêmeo viajante deve estar em dois referenciais inerciais separados, um na ida e outro na volta, essa troca de referencial é a razão para a diferença de envelhecimento. Explicações apresentadas por Albert Einstein e Max Born invocaram a dilatação do tempo gravitacional para explicar o envelhecimento como um efeito direto da aceleração. No entanto, foi provado que nem a relatividade geral, nem mesmo a aceleração são necessárias para explicar o efeito, pois o efeito ainda se aplica se dois astronautas passarem um pelo outro no ponto de retorno e sincronizarem seus relógios naquele ponto. A situação no ponto de retorno pode ser pensada como onde um par de observadores, um viajando para longe do ponto de partida e outro viajando em sua direção, passam um pelo outro, e onde a leitura do relógio do primeiro observador é transferida para a do segundo, ambos mantendo velocidade constante, com ambos os tempos de viagem sendo adicionados no final de sua jornada.

## História
Em seu famoso artigo sobre relatividade especial em 1905, Albert Einstein deduziu que para dois relógios estacionários e síncronos colocados nos pontos A e B, se o relógio em A for movido ao longo da linha AB e parar em B, o relógio que se moveu de A ficaria para trás do relógio em B. Ele afirmou que esse resultado também se aplicaria se o caminho de A para B fosse poligonal ou circular. Einstein considerou isso uma consequência natural da relatividade especial, não um paradoxo como alguns sugeriram, e em 1911, ele reafirmou e elaborou esse resultado da seguinte forma (com os comentários do físico Robert Resnick seguindo os de Einstein):
Einstein: Se colocássemos um organismo vivo em uma caixa... poderíamos fazer com que o organismo, após qualquer voo arbitrário longo, pudesse retornar ao seu local original em uma condição pouco alterada, enquanto organismos correspondentes que permaneceram em suas posições originais já haviam dado lugar a novas gerações há muito tempo. Para o organismo em movimento, o longo tempo da jornada foi um mero instante, desde que o movimento ocorresse com aproximadamente a velocidade da luz.
Resnick: Se o organismo estacionário for um homem e o viajante for seu gêmeo, então o viajante retorna para casa e encontra seu irmão gêmeo muito mais velho em comparação a ele. O paradoxo se concentra na alegação de que, na relatividade, qualquer gêmeo poderia considerar o outro como o viajante, caso em que cada um deveria encontrar o outro mais jovem — uma contradição lógica. Essa alegação pressupõe que as situações dos gêmeos são simétricas e intercambiáveis, uma suposição que não é correta. Além disso, os experimentos acessíveis foram feitos e apoiam a previsão de Einstein.
Em 1911, Paul Langevin deu um "exemplo marcante" ao descrever a história de um viajante fazendo uma viagem com um fator de Lorentz de γ = 100 (99,995% da velocidade da luz). O viajante permanece em um projétil por um ano de seu tempo e então inverte a direção. Ao retornar, o viajante descobrirá que envelheceu dois anos, enquanto na Terra já se passaram 200 anos. Durante a viagem, tanto o viajante quanto a Terra continuam enviando sinais um ao outro a uma taxa constante, o que coloca a história de Langevin entre as versões de desvio de Doppler do paradoxo dos gêmeos. Os efeitos relativísticos sobre as taxas de sinal são usados para explicar as diferentes taxas de envelhecimento. A assimetria que ocorreu porque apenas o viajante sofreu aceleração é usada para explicar por que há alguma diferença, porque "qualquer mudança de velocidade ou qualquer aceleração tem um significado absoluto".
Max von Laue (1911, 1913) elaborou a explicação de Langevin. Usando o formalismo do espaço-tempo de Hermann Minkowski, Laue continuou a demonstrar que as linhas de mundo dos corpos em movimento inercial maximizam o tempo próprio decorrido entre dois eventos. Ele também escreveu que o envelhecimento assimétrico é completamente explicado pelo fato de que o gêmeo astronauta viaja em dois referenciais separados, enquanto o gêmeo da Terra permanece em um referencial, e o tempo de aceleração pode ser arbitrariamente pequeno em comparação com o tempo do movimento inercial. Eventualmente, Lord Halsbury e outros removeram qualquer aceleração introduzindo a abordagem dos "três irmãos". O gêmeo viajante transfere sua leitura de relógio para um terceiro, viajando na direção oposta. Outra maneira de evitar efeitos de aceleração é o uso do efeito de Doppler relativístico (veja § O que parece: o desvio de Doppler relativístico abaixo).
Nem Einstein nem Langevin consideraram tais resultados problemáticos: Einstein apenas os chamou de "peculiares", enquanto Langevin os apresentou como uma consequência da aceleração absoluta. Ambos os homens argumentaram que, a partir do diferencial de tempo ilustrado pela história dos gêmeos, nenhuma autocontradição poderia ser construída. Em outras palavras, nem Einstein nem Langevin viram a história dos gêmeos como constituindo um desafio à autoconsistência da física relativística.

## Exemplo específico
Considere uma nave espacial viajando a partir da Terra para o sistema estelar mais próximo: uma distância d = 4 anos-luz de distância, a uma velocidade v = 0.8c (ou seja, 80% da velocidade da luz).
Para facilitar os números, presume-se que a nave atinja a velocidade máxima em um tempo insignificante na partida (embora na verdade levaria cerca de 9 meses acelerando a 1 g para atingir a velocidade). Da mesma forma, no final da viagem de ida, a mudança de direção necessária para iniciar a viagem de volta é assumida como ocorrendo em um tempo insignificante. Isso também pode ser modelado assumindo que a nave já está em movimento no início do experimento e que o evento de retorno é modelado por uma aceleração de distribuição de delta de Dirac.
As partes observarão a situação da seguinte forma:

### Perspectiva da Terra
O controle da missão baseado na Terra raciocina sobre a jornada desta forma: a viagem de ida e volta levará t = 2d/v = 10 anos no tempo da Terra (ou seja, todos que permanecerem na Terra estarão 10 anos mais velhos quando a nave retornar). A quantidade de tempo medida nos relógios da nave e o envelhecimento dos viajantes durante a viagem serão reduzidos pelo fator {\displaystyle \alpha =\scriptstyle {\sqrt {1-v^{2}/c^{2}}}}, o recíproco do fator de Lorentz (dilatação do tempo). Neste caso, α = 0,6 e os viajantes terão envelhecido apenas 0,6 × 10 = 6 anos quando retornarem.

### Perspectiva dos viajantes
Os membros da tripulação da nave também calculam os detalhes de sua viagem a partir de sua perspectiva. Eles sabem que o sistema estelar distante e a Terra estão se movendo em relação à nave a uma velocidade v durante a viagem. Em seu referencial de repouso, a distância entre a Terra e o sistema estelar é α d = 0,6 × 4 = 2,4 anos-luz (contração do comprimento), tanto para a viagem de ida quanto para a de volta. Cada metade da viagem leva α d / v = 2,4 / 0,8 = 3 anos, e a viagem de ida e volta leva o dobro do tempo (6 anos). Seus cálculos mostram que eles chegarão em casa com 6 anos de idade a mais. O cálculo final dos viajantes sobre seu envelhecimento está em total concordância com os cálculos daqueles na Terra, embora eles vivenciem a viagem de forma bem diferente daqueles que ficam em casa.

### Conclusão
| Evento                                         | Terra (anos) | Nave espacial (anos) |
| ---------------------------------------------- | ------------ | -------------------- |
| Partida                                        | 0            | 0                    |
| Fim da viagem de ida = Início da viagem de ida | 5            | 3                    |
| Chegada                                        | 10           | 6                    |

Não importa qual método eles usem para prever as leituras do relógio, todos concordarão sobre elas. Se gêmeos nascerem no dia em que a nave partir, e um for na jornada enquanto o outro permanecer na Terra, eles se encontrarão novamente quando o viajante tiver 6 anos e o gêmeo que fica em casa tiver 10 anos.

## Resolução do paradoxo na relatividade especial
O aspecto paradoxal da situação dos gêmeos surge do fato de que a qualquer momento o relógio do gêmeo viajante está atrasado no referencial inercial do gêmeo terrestre, mas com base no princípio da relatividade, pode-se igualmente argumentar que o relógio do gêmeo terrestre está atrasado no referencial inercial do gêmeo viajante. Uma resolução proposta é baseada no fato de que o gêmeo terrestre está em repouso no mesmo referencial inercial durante toda a jornada, enquanto o gêmeo viajante não está: na versão mais simples do experimento mental, o gêmeo viajante muda no ponto médio da viagem de estar em repouso em um referencial inercial que se move em uma direção (para longe da Terra) para estar em repouso em um referencial inercial que se move na direção oposta (em direção à Terra). Nessa abordagem, determinar qual observador troca de referencial e qual não troca é crucial. Embora ambos os gêmeos possam legitimamente alegar que estão em repouso em seu próprio referencial, apenas o gêmeo viajante experimenta aceleração quando os motores da nave espacial são ligados. Essa aceleração, mensurável com um acelerômetro, torna seu referencial de repouso temporariamente em não inercial. Isso revela uma assimetria crucial entre as perspectivas dos gêmeos: embora possamos prever a diferença de envelhecimento de ambas as perspectivas, precisamos usar métodos diferentes para obter resultados corretos.

### Papel da aceleração
Embora algumas soluções atribuam um papel crucial à aceleração do gêmeo viajante no momento da reviravolta, outras observam que o efeito também surge se imaginarmos dois viajantes separados, um indo para fora e um voltando para dentro, que passam um pelo outro e sincronizam seus relógios no ponto correspondente à "reviravolta" de um único viajante. Nesta versão, a aceleração física do relógio viajante não desempenha nenhum papel direto; "a questão é quão longas são as linhas do mundo, não quão curvadas". O comprimento aqui referido é o comprimento invariante de Lorentz ou "intervalo de tempo próprio" de uma trajetória que corresponde ao tempo decorrido medido por um relógio seguindo essa trajetória (veja a seção Diferença no tempo decorrido como resultado das diferenças nos caminhos espaço-temporais dos gêmeos abaixo). No espaço-tempo de Minkowski, o gêmeo viajante deve sentir uma história diferente de acelerações do gêmeo terrestre, mesmo que isso signifique apenas acelerações do mesmo tamanho separadas por diferentes quantidades de tempo, no entanto, "mesmo esse papel para a aceleração pode ser eliminado em formulações do paradoxo dos gêmeos no espaço-tempo curvo, onde os gêmeos podem cair livremente ao longo das geodésicas do espaço-tempo entre os encontros".

### Relatividade da simultaneidade

Diagrama de Minkowski do paradoxo dos gêmeos. Há uma diferença entre as trajetórias dos gêmeos: a trajetória da nave é igualmente dividida entre dois referenciais inerciais diferentes, enquanto o gêmeo baseado na Terra permanece no mesmo referencial inercial.

Para uma compreensão momento a momento de como a diferença de tempo entre os gêmeos se desenrola, é preciso entender que na relatividade especial não há conceito de presente absoluto. Para diferentes referenciais inerciais, há diferentes conjuntos de eventos que são simultâneos naquele referencial. Essa relatividade da simultaneidade significa que alternar de um referencial inercial para outro requer um ajuste em qual fatia do espaço-tempo conta como o "presente". No diagrama do espaço-tempo à direita, desenhado para o referencial do gêmeo baseado na Terra, a linha do mundo desse gêmeo coincide com o eixo vertical (sua posição é constante no espaço, movendo-se apenas no tempo). Na primeira etapa da viagem, o segundo gêmeo se move para a direita (linha preta inclinada); e na segunda etapa, de volta para a esquerda. As linhas azuis mostram os planos de simultaneidade para o gêmeo viajante durante a primeira etapa da jornada; as linhas vermelhas, durante a segunda etapa. Pouco antes da reviravolta, o gêmeo viajante calcula a idade do gêmeo baseado na Terra medindo o intervalo ao longo do eixo vertical da origem até a linha azul superior. Logo após a reviravolta, se ele recalcular, ele medirá o intervalo da origem até a linha vermelha inferior. Em certo sentido, durante a reviravolta, o plano de simultaneidade salta do azul para o vermelho e varre muito rapidamente um grande segmento da linha do mundo do gêmeo baseado na Terra. Quando alguém transfere do referencial inercial de saída para o referencial inercial de entrada, há uma descontinuidade de salto na idade do gêmeo baseado na Terra (6,4 anos no exemplo acima).

## Uma abordagem que não é espaço-tempo
Como mencionado acima, uma aventuracomo a do paradoxo dos gêmeos "de ida e volta" pode incorporar a transferência da leitura do relógio de um astronauta "de saída" para um astronauta "de entrada", eliminando assim o efeito da aceleração. Além disso, a aceleração física dos relógios não contribui para os efeitos cinemáticos da relatividade especial. Em vez disso, na relatividade especial, o diferencial de tempo entre dois relógios reunidos é produzido puramente pelo movimento inercial uniforme, conforme discutido no artigo original de Einstein sobre relatividade de 1905, bem como em todas as derivações cinemáticas subsequentes das transformações de Lorentz.
Como os diagramas do espaço-tempo incorporam a sincronização do relógio de Einstein (com sua metodologia de rede de relógios), haverá um salto necessário na leitura do tempo do relógio da Terra feita por um "astronauta que retorna repentinamente" que herda um "novo significado de simultaneidade" de acordo com uma nova sincronização do relógio ditada pela transferência para um referencial inercial diferente.
Se, em vez de incorporar a sincronização do relógio de Einstein (rede de relógios), o astronauta (de saída e de entrada) e a parte terrestre atualizam-se regularmente sobre o status de seus relógios por meio do envio de sinais de rádio (que viajam na velocidade da luz), então todas as partes notarão um acúmulo incremental de assimetria na cronometragem, começando no ponto de "reviravolta". Antes da "reviravolta", cada parte considera que o relógio da outra parte está registrando o tempo de forma diferente do seu, mas a diferença notada é simétrica entre as duas partes. Após a "reviravolta", as diferenças notadas não são simétricas, e a assimetria cresce incrementalmente até que as duas partes sejam reunidas. Ao finalmente se reunirem, essa assimetria pode ser vista na diferença real mostrada nos dois relógios reunidos.

## A equivalência do envelhecimento biológico e da contagem do tempo do relógio
Todos os processos — químicos, biológicos, funcionamento de aparelhos de medição, percepção humana envolvendo o olho e o cérebro, a comunicação de força — são limitados pela velocidade da luz. Há um relógio funcionando em todos os níveis, dependente da velocidade da luz e do atraso inerente até mesmo no nível atômico. O envelhecimento biológico, portanto, não é de forma alguma diferente da contagem do tempo do relógio. Isso significa que o envelhecimento biológico seria desacelerado da mesma maneira que um relógio.

## O que parece: o desvio de Doppler relativístico
Em vista da dependência de referencial da simultaneidade para eventos em diferentes locais no espaço, alguns tratamentos preferem uma abordagem mais fenomenológica, descrevendo o que os gêmeos observariam se cada um enviasse uma série de pulsos de rádio regulares, igualmente espaçados no tempo de acordo com o relógio do emissor. Isso é equivalente a perguntar, se cada gêmeo enviasse um feed de vídeo de si mesmo para o outro, o que eles veriam em suas telas? Ou, se cada gêmeo sempre carregasse um relógio indicando sua idade, que horas cada um veria na imagem de seu gêmeo distante e seu respectivo relógio?
Logo após a partida, o gêmeo viajante vê o gêmeo que ficou em casa sem atraso de tempo. Na chegada, a imagem na tela da nave mostra o gêmeo que ficou como estava 1 ano após o lançamento, porque o rádio emitido da Terra 1 ano após o lançamento chega à outra estrela 4 anos depois e encontra a nave lá. Durante esta etapa da viagem, o gêmeo viajante vê seu próprio relógio avançar 3 anos e o relógio na tela avançar 1 ano, então ele parece avançar a 1⁄3 da taxa normal, apenas 20 segundos de imagem por minuto da nave. Isso combina os efeitos da dilatação do tempo devido ao movimento (pelo fator α = 0,6, cinco anos na Terra são 3 anos na nave) e o efeito do aumento do atraso do tempo da luz (que cresce de 0 a 4 anos).
Claro, a frequência observada da transmissão também é 1⁄3 da frequência do transmissor (uma redução na frequência; "com desvio para o vermelho"). Isso é chamado de efeito de Doppler relativístico. A frequência de tiques de relógio (ou de frentes de onda) que se vê de uma fonte com frequência de repouso frepouso é
{\displaystyle f_{\mathrm {observador} }=f_{\mathrm {repouso} }{\sqrt {\left({1-v/c}\right)/\left({1+v/c}\right)}}}
quando a fonte está se afastando diretamente. Isto é fobservador = 1⁄3frepouso para v/c = 0,8.
Quanto ao gêmeo que fica em casa, ele recebe um sinal mais lento da nave por 9 anos, a uma frequência de 1⁄3 da frequência do transmissor. Durante esses 9 anos, o relógio do gêmeo viajante na tela parece avançar 3 anos, então ambos os gêmeos veem a imagem de seu respectivo irmão envelhecendo a uma taxa de apenas 1⁄3 de sua própria taxa. Expresso de outra forma, ambos veriam o relógio do outro funcionar a 1⁄3 de sua própria velocidade de relógio. Se eles fatorarem fora do cálculo o fato de que o atraso do tempo-luz da transmissão está aumentando a uma taxa de 0,8 segundos por segundo, ambos podem descobrir que o outro gêmeo respectivo está envelhecendo mais devagar, a uma taxa de 60%.
Então a nave volta para casa. O relógio do gêmeo que ficou mostra "1 ano após o lançamento" na tela da nave, e durante os 3 anos da viagem de volta ele aumenta até "10 anos após o lançamento", então o relógio na tela parece estar avançando 3 vezes mais rápido do que o normal.
Quando a fonte está se movendo em direção ao observador, a frequência observada é maior ("com desvio para o azul") e dada por
{\displaystyle f_{\mathrm {observador} }=f_{\mathrm {repouso} }{\sqrt {\left({1+v/c}\right)/\left({1-v/c}\right)}}}
Isto é fobservador = 3frepouso para v/c = 0,8.
Quanto à tela na Terra, ela mostra que a viagem de volta começa 9 anos após o lançamento, e o relógio de viagem na tela mostra que 3 anos se passaram na nave. Um ano depois, a nave está de volta para casa e o relógio mostra 6 anos. Então, durante a viagem de volta, ambos os gêmeos veem o relógio de seu respectivo irmão indo 3 vezes mais rápido que o de si mesmo. Fatorando o fato de que o atraso do tempo-luz está diminuindo em 0,8 segundos a cada segundo, cada gêmeo calcula que o outro gêmeo está envelhecendo a 60% de sua própria velocidade de envelhecimento.

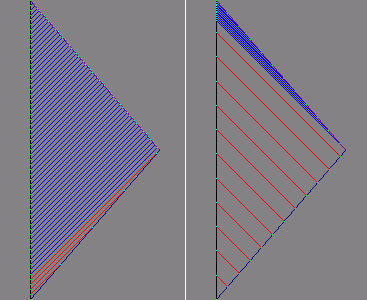
Caminhos de luz para imagens trocadas durante a viagem
Esquerda: Terra para a nave. Direita: Nave para a Terra.
As linhas vermelhas indicam que imagens de baixa frequência são recebidas, as linhas azuis indicam que imagens de alta frequência são recebidas

Os diagramas x–t (espaço–tempo), à direita, mostram os caminhos dos sinais de luz viajando entre a Terra e a nave (1º diagrama) e entre a nave e a Terra (2º diagrama). Esses sinais carregam as imagens de cada gêmeo e seu respectivo relógio de idade para o outro gêmeo. A linha preta vertical é o caminho da Terra através do espaço-tempo e os outros dois lados do triângulo mostram o caminho da nave através do espaço-tempo (como no diagrama de Minkowski acima). No que diz respeito ao remetente, ele os transmite em intervalos iguais (digamos, uma vez por hora) de acordo com seu próprio relógio; mas de acordo com o relógio do gêmeo que recebe esses sinais, eles não estão sendo recebidos em intervalos iguais.
Após a nave atingir sua velocidade de cruzeiro de 0,8c, cada gêmeo veria 1 segundo passar na imagem recebida do outro gêmeo para cada 3 segundos de seu próprio tempo. Ou seja, cada um veria a imagem do relógio do outro ficando mais lento, não apenas lento pelo fator ε 0,6, mas ainda mais lento porque o atraso de tempo da luz está aumentando 0,8 segundos por segundo. Isso é mostrado nas figuras por caminhos de luz vermelhos. Em algum momento, as imagens recebidas por cada gêmeo mudam para que cada um veja 3 segundos passarem na imagem para cada segundo de seu próprio tempo. Ou seja, o sinal recebido foi aumentado em frequência pelo desvio de Doppler. Essas imagens de alta frequência são mostradas nas figuras por caminhos de luz azuis.

### A assimetria nas imagens com desvio de Doppler
A assimetria entre a Terra e a nave espacial é manifestada neste diagrama pelo fato de que mais imagens com desvio para o azul (envelhecimento rápido) são recebidas pela nave. Em outras palavras, a nave espacial vê a imagem mudar de um desvio para o vermelho (envelhecimento mais lento da imagem) para um desvio para o azul (envelhecimento mais rápido da imagem) no ponto médio de sua viagem (na reviravolta, 3 anos após a partida); a Terra vê a imagem da nave mudar de desvio para o vermelho para desvio para o azul após 9 anos (quase no final do período em que a nave está ausente). Na próxima seção, veremos outra assimetria nas imagens: o gêmeo da Terra vê o gêmeo da nave envelhecer na mesma quantidade nas imagens com desvio para o vermelho e para o azul; o gêmeo da nave vê o gêmeo da Terra envelhecer em quantidades diferentes nas imagens com desvio para o vermelho e para o azul.

## Cálculo do tempo decorrido a partir do diagrama de Doppler
O gêmeo na nave vê imagens de baixa frequência (vermelhas) por 3 anos. Durante esse tempo, ele veria o gêmeo da Terra na imagem envelhecer 3/3 = 1 ano. Ele então vê imagens de alta frequência (azuis) durante a viagem de volta de 3 anos. Durante esse tempo, ele veria o gêmeo da Terra na imagem envelhecer 3 × 3 = 9 anos. Quando a viagem termina, a imagem do gêmeo da Terra envelhece 1 + 9 = 10 anos.
O gêmeo da Terra vê 9 anos de imagens lentas (vermelhas) do gêmeo da nave, durante os quais o gêmeo da nave envelhece (na imagem) 9/3 = 3 anos. Ele então vê imagens rápidas (azuis) pelo 1 ano restante até que a nave retorne. Nas imagens rápidas, o gêmeo da nave envelhece 1 × 3 = 3 anos. O envelhecimento total do gêmeo da nave nas imagens recebidas pela Terra é de 3 + 3 = 6 anos, então o gêmeo da nave retorna mais jovem (6 anos em vez de 10 anos na Terra).

### A distinção entre o que eles veem e o que eles calculam
Para evitar confusão, observe a distinção entre o que cada gêmeo vê e o que cada um calcularia. Cada um vê uma imagem de seu gêmeo que ele sabe que se originou em um momento anterior e que ele sabe que é com desvio de Doppler. Ele não considera o tempo decorrido na imagem como a idade de seu gêmeo agora.
- Se ele quiser calcular quando seu gêmeo tinha a idade mostrada na imagem (ou seja, quantos anos ele tinha naquela época), ele precisa determinar a que distância seu gêmeo estava quando o sinal foi emitido — em outras palavras, ele precisa considerar a simultaneidade para um evento distante.
- Se ele quiser calcular o quão rápido seu gêmeo estava envelhecendo quando a imagem foi transmitida, ele ajusta para o desvio de Doppler. Por exemplo, quando ele recebe imagens de alta frequência (mostrando seu gêmeo envelhecendo rapidamente) com frequência {\displaystyle \scriptstyle {f_{\mathrm {repouso} }{\sqrt {\left({1+v/c}\right)/\left({1-v/c}\right)}}}}, ele não conclui que o gêmeo estava envelhecendo tão rapidamente quando a imagem foi gerada, assim como não conclui que a sirene de uma ambulância está emitindo a frequência que ele ouve. Ele sabe que o efeito de Doppler aumentou a frequência da imagem pelo fator 1 / (1 − v/c). Portanto, ele calcula que seu gêmeo estava envelhecendo na taxa de

{\displaystyle f_{\mathrm {repouso} }{\sqrt {\left({1+v/c}\right)/\left({1-v/c}\right)}}\times \left(1-v/c\right)=f_{\mathrm {repouso} }{\sqrt {1-v^{2}/c^{2}}}\equiv \epsilon f_{\mathrm {repouso} }}
quando a imagem foi emitida. Um cálculo similar revela que seu gêmeo estava envelhecendo na mesma taxa reduzida de εfrepouso em todas as imagens de baixa frequência.

### Simultaneidade no cálculo do desvio de Doppler
Pode ser difícil ver onde a simultaneidade entrou no cálculo do desvio de Doppler, e de fato o cálculo é frequentemente preferido porque não é preciso se preocupar com a simultaneidade. Como visto acima, o gêmeo da nave pode converter sua taxa com desvio de Doppler recebida para uma taxa mais lenta do relógio do relógio distante para imagens vermelhas e azuis. Se ele ignorar a simultaneidade, ele pode dizer que seu gêmeo estava envelhecendo na taxa reduzida ao longo da jornada e, portanto, deveria ser mais jovem do que ele. Ele agora está de volta à estaca zero e tem que levar em conta a mudança em sua noção de simultaneidade na reviravolta. A taxa que ele pode calcular para a imagem (corrigida para o efeito de Doppler) é a taxa do relógio do gêmeo da Terra no momento em que foi enviada, não no momento em que foi recebida. Como ele recebe um número desigual de imagens desviadas para o
vermelho e o azul, ele deve perceber que as emissões desviadas para o vermelho e o azul não foram emitidas em períodos de tempo iguais para o gêmeo da Terra e, portanto, ele deve levar em conta a simultaneidade à distância.

## Ponto de vista do gêmeo viajante
Durante a reviravolta, o gêmeo viajante está em um referencial acelerado. De acordo com o princípio da equivalência, o gêmeo viajante pode analisar a fase de reviravolta como se o gêmeo que fica em casa estivesse caindo livremente em um campo gravitacional e como se o gêmeo viajante estivesse parado. Um artigo de 1918 de Einstein apresenta um esboço conceitual da ideia. Do ponto de vista do viajante, um cálculo para cada etapa separada, ignorando a reviravolta, leva a um resultado no qual os relógios da Terra envelhecem menos que o viajante. Por exemplo, se os relógios da Terra envelhecem 1 dia a menos em cada etapa, a quantidade que os relógios da Terra ficarão para trás equivale a 2 dias. A descrição física do que acontece na reviravolta tem que produzir um efeito contrário do dobro dessa quantidade: 4 dias de avanço dos relógios da Terra. Então o relógio do viajante terminará com um atraso líquido de 2 dias nos relógios da Terra, de acordo com os cálculos feitos no referencial do gêmeo que fica em casa.
O mecanismo para o avanço do relógio do gêmeo que fica em casa é a dilatação do tempo gravitacional. Quando um observador descobre que objetos em movimento inercial estão sendo acelerados em relação a si mesmos, esses objetos estão em um campo gravitacional no que diz respeito à relatividade. Para o gêmeo viajante na reviravolta, esse campo gravitacional preenche o universo. Em uma aproximação de campo fraco, os relógios marcam a uma taxa de t' = t (1 + Φ / c2) onde Φ é a diferença no potencial gravitacional. Neste caso, Φ = gh onde g é a aceleração do observador viajante durante a reviravolta e h é a distância até o gêmeo que fica em casa. O foguete está em disparada na direção do gêmeo que fica em casa, colocando-o em um potencial gravitacional mais alto. Devido à grande distância entre os gêmeos, os relógios do gêmeo que fica em casa parecerão estar acelerados o suficiente para explicar a diferença nos tempos adequados experimentados pelos gêmeos. Não é por acaso que esta aceleração é suficiente para explicar a mudança de simultaneidade descrita acima. A solução da relatividade geral para um campo gravitacional estático homogêneo e a solução da relatividade especial para aceleração finita produzem resultados idênticos.
Outros cálculos foram feitos para o gêmeo viajante (ou para qualquer observador que às vezes acelera), que não envolvem o princípio da equivalência, e que não envolvem nenhum campo gravitacional. Tais cálculos são baseados apenas na teoria especial, não na teoria geral, da relatividade. Uma abordagem calcula superfícies de simultaneidade considerando pulsos de luz, de acordo com a ideia do cálculo de k de Hermann Bondi. Uma segunda abordagem calcula uma integral direta, mas tecnicamente complicada, para determinar como o gêmeo viajante mede o tempo decorrido no relógio do que fica em casa. Um esboço desta segunda abordagem é dado em uma seção separada abaixo.

## Diferença no tempo decorrido como resultado das diferenças nas trajetórias espaço-temporais dos gêmeos

Paradoxo gêmeo empregando um foguete seguindo um perfil de aceleração em termos de tempo de coordenada T e definindo c=1: Fase 1 (a=0,6, T=2); Fase 2 (a=0, T=2); Fase 3-4 (a=-0,6, 2T=4); Fase 5 (a=0, T=2); Fase 6 (a=0,6, T=2). Os gêmeos se encontram em T=12 e τ=9,33. Os números azuis indicam o tempo de coordenada T no referencial inercial do gêmeo que fica em casa, os números vermelhos o tempo próprio τ do gêmeo no foguete, e "a" é a aceleração própria. As linhas vermelhas finas representam linhas de simultaneidade em termos dos diferentes referenciais inerciais momentâneos do gêmeo no foguete. Os pontos marcados pelos números azuis 2, 4, 8 e 10 indicam os momentos em que a aceleração muda de direção.

O parágrafo a seguir mostra várias coisas:
- como empregar uma abordagem matemática precisa no cálculo das diferenças no tempo decorrido;
- como provar exatamente a dependência do tempo decorrido nos diferentes caminhos tomados através do espaço-tempo pelos gêmeos;
- como quantificar as diferenças no tempo decorrido;
- como calcular o tempo próprio como uma função (integral) do tempo de coordenada.

Seja o relógio K associado ao "gêmeo que fica em casa". Seja o relógio K' associado ao foguete que faz a viagem. No evento de partida, ambos os relógios são ajustados para 0.
Fase 1: O foguete (com relógio K') embarca com aceleração própria constante a durante um tempo Ta, conforme medido pelo relógio K, até atingir alguma velocidade V.
Fase 2: O foguete continua deslizando na velocidade V durante algum tempo Tc, de acordo com o relógio K.
Fase 3: O foguete dispara seus motores na direção oposta de K durante um tempo Ta, de acordo com o relógio K, até que esteja em repouso em relação ao relógio K. A aceleração própria constante tem o valor −a, em outras palavras, o foguete está desacelerando.
Fase 4: O foguete continua disparando seus motores na direção oposta de K, durante o mesmo tempo Ta, de acordo com o relógio K, até que K' recupere a mesma velocidade V em relação a K, mas agora em direção a K (com velocidade −V).
Fase 5: O foguete continua deslizando em direção a K na velocidade V durante o mesmo tempo Tc, de acordo com o relógio K.
Fase 6: O foguete novamente dispara seus motores na direção de K, então ele desacelera com uma aceleração própria constante a durante um tempo Ta, ainda de acordo com o relógio K, até que ambos os relógios se reencontrem.
Sabendo que o relógio K permanece inercial (parado), o tempo próprio total acumulado Δτ do relógio K' será dado pela função integral do tempo de coordenada Δt
{\displaystyle \Delta \tau =\int {\sqrt {1-(v(t)/c)^{2}}}\ dt\ }
onde v(t) é a velocidade de coordenada do relógio K' como uma função de t de acordo com o relógio K, e, por exemplo, durante a fase 1, dada por
{\displaystyle v(t)={\frac {at}{\sqrt {1+\left({\frac {at}{c}}\right)^{2}}}}}
Esta integral pode ser calculada para as 6 fases:
Fase 1{\displaystyle :\quad c/a\ {\text{arsinh}}(a\ T_{a}/c)}
Fase 2{\displaystyle :\quad T_{c}\ {\sqrt {1-V^{2}/c^{2}}}}
Fase 3{\displaystyle :\quad c/a\ {\text{arsinh}}(a\ T_{a}/c)}
Fase 4{\displaystyle :\quad c/a\ {\text{arsinh}}(a\ T_{a}/c)}
Fase 5{\displaystyle :\quad T_{c}\ {\sqrt {1-V^{2}/c^{2}}}}
Fase 6{\displaystyle :\quad c/a\ {\text{arsinh}}(a\ T_{a}/c)}
onde a é a aceleração própria, sentida pelo relógio K' durante a(s) fase(s) de aceleração e onde as seguintes relações se mantêm entre V, a e Ta:
{\displaystyle V=a\ T_{a}/{\sqrt {1+(a\ T_{a}/c)^{2}}}}
{\displaystyle a\ T_{a}=V/{\sqrt {1-V^{2}/c^{2}}}}
Assim, o relógio do viajante K' mostrará um tempo decorrido de
{\displaystyle \Delta \tau =2T_{c}{\sqrt {1-V^{2}/c^{2}}}+4c/a\ {\text{arsinh}}(a\ T_{a}/c)}
que pode ser expresso como
{\displaystyle \Delta \tau =2T_{c}/{\sqrt {1+(a\ T_{a}/c)^{2}}}+4c/a\ {\text{arsinh}}(a\ T_{a}/c)}
enquanto o relógio estacionário K mostra um tempo decorrido de
{\displaystyle \Delta t=2T_{c}+4T_{a}}
que é, para cada valor possível de a, Ta, Tc e V, maior que a leitura do relógio K':
{\displaystyle \Delta t>\Delta \tau }

## Diferença nos tempos decorridos: como calculá-la a partir da nave
Na fórmula de tempo próprio padrão
{\displaystyle \Delta \tau =\int _{0}^{\Delta t}{\sqrt {1-\left({\frac {v(t)}{c}}\right)^{2}}}\ dt}

Paradoxo dos gêmeos empregando um foguete seguindo um perfil de aceleração em termos de tempo próprio τ e definindo c=1: Fase 1 (a=0,6, τ=2); Fase 2 (a=0, τ=2); Fase 3-4 (a=-0,6, 2τ=4); Fase 5 (a=0, τ=2); Fase 6 (a=0,6, τ=2). Os gêmeos se encontram em T=17,3 e τ=12.
Esta é uma viagem diferente da mostrada acima, pois ambos os esquemas levam o mesmo tempo de ponto de vista total assumido: T=12 (fica em casa), resp τ=12 (nave), então os resultados dos tempos do outro calculados devem ser diferentes: τ=9,33 (nave), resp T=17,3 (fica em casa).

Δτ representa o tempo do observador que não é inercial (viajante) K' como uma função do tempo decorrido Δt do observador inercial (que fica em casa) K para quem o observador K' tem velocidade v(t) no tempo t.
Para calcular o tempo decorrido Δt do observador inercial K como uma função do tempo decorrido Δτ do observador que não é inercial K', onde apenas as quantidades medidas por K' são acessíveis, a seguinte fórmula pode ser usada:
{\displaystyle \Delta t^{2}=\left[\int _{0}^{\Delta \tau }e^{\int _{0}^{\bar {\tau }}a(\tau ')d\tau '}\,d{\bar {\tau }}\right]\,\left[\int _{0}^{\Delta \tau }e^{-\int _{0}^{\bar {\tau }}a(\tau ')d\tau '}\,d{\bar {\tau }}\right]}
onde a(τ) é a aceleração própria do observador que não é inercial K' medida por ele mesmo (por exemplo, com um acelerômetro) durante toda a viagem de ida e volta. A desigualdade de Cauchy–Schwarz pode ser usada para mostrar que a desigualdade Δt > Δτ decorre da expressão anterior:
{\displaystyle {\begin{aligned}\Delta t^{2}&=\left[\int _{0}^{\Delta \tau }e^{\int _{0}^{\bar {\tau }}a(\tau ')d\tau '}\,d{\bar {\tau }}\right]\,\left[\int _{0}^{\Delta \tau }e^{-\int _{0}^{\bar {\tau }}a(\tau ')d\tau '}\,d{\bar {\tau }}\right]\\&>\left[\int _{0}^{\Delta \tau }e^{\int _{0}^{\bar {\tau }}a(\tau ')d\tau '}\,e^{-\int _{0}^{\bar {\tau }}a(\tau ')\,d\tau '}\,d{\bar {\tau }}\right]^{2}=\left[\int _{0}^{\Delta \tau }d{\bar {\tau }}\right]^{2}=\Delta \tau ^{2}\end{aligned}}}
Usando a função do delta de Dirac para modelar a fase de aceleração infinita no caso padrão do viajante com velocidade constante v durante a viagem de ida e de volta, a fórmula produz o resultado conhecido:
{\displaystyle \Delta t={\frac {1}{\sqrt {1-{\tfrac {v^{2}}{c^{2}}}}}}\Delta \tau \ }
No caso em que o observador acelerado K' parte de K com velocidade inicial zero, a equação geral se reduz à forma mais simples:
{\displaystyle \Delta t=\int _{0}^{\Delta \tau }e^{\pm \int _{0}^{\bar {\tau }}a(\tau ')d\tau '}\,d{\bar {\tau }}\ }
que, na versão suave do paradoxo dos gêmeos onde o viajante tem fases de aceleração próprias constantes, sucessivamente dadas por a, −a, −a, a, resulta em
{\displaystyle \Delta t={\tfrac {4}{a}}\sinh({\tfrac {a}{4}}\Delta \tau )\ }
onde a convenção c = 1 é usada, de acordo com a expressão acima com fases de aceleração Ta = Δt/4 e fases inerciais (deslocamento livre) Tc = 0.

## Uma versão rotacional
Os gêmeos Bob e Alice habitam uma estação espacial em órbita circular ao redor de um corpo massivo no espaço. Bob se veste e sai da estação. Enquanto Alice permanece dentro da estação, continuando a orbitar com ela como antes, Bob usa um sistema de propulsão de foguete para cessar a órbita e pairar onde estava. Quando a estação completa uma órbita e retorna a Bob, ele se junta a Alice. Alice agora é mais jovem que Bob. Além da aceleração rotacional, Bob deve desacelerar para se tornar estacionário e então acelerar novamente para corresponder à velocidade orbital da estação espacial.

## Nenhum paradoxo dos gêmeos em um referencial absoluto
A conclusão de Einstein de uma diferença real nos tempos de relógio registrados (ou envelhecimento) entre as partes reunidas fez com que Paul Langevin postulasse um referencial absoluto real, embora experimentalmente indiscernível:
Em 1911, Langevin escreveu: "Uma translação uniforme no éter não tem sentido experimental. Mas por causa disso não se deve concluir, como às vezes aconteceu prematuramente, que o conceito de éter deve ser abandonado, que o éter é inexistente e inacessível ao experimento. Apenas uma velocidade uniforme relativa a ele não pode ser detectada, mas qualquer mudança de velocidade ... tem um sentido absoluto."
Em 1913, os Últimos ensaios (Last Essays) póstumos de Henri Poincaré foram publicados e lá ele reafirmou sua posição: "Hoje, alguns físicos querem adotar uma nova convenção. Não é que eles sejam obrigados a fazê-lo; eles consideram essa nova convenção mais conveniente; isso é tudo. E aqueles que não são dessa opinião podem legitimamente manter a antiga."
Na relatividade de Poincaré e Hendrik Lorentz, que assume um referencial absoluto (embora experimentalmente indiscernível), nenhum paradoxo surge devido ao fato de que a desaceleração do relógio (junto com a velocidade e a contração do comprimento) é considerada uma realidade, daí o diferencial de tempo real entre os relógios reunidos.
Nessa interpretação, uma parte em repouso com a totalidade do cosmos (em repouso com o baricentro do universo, ou em repouso com um possível éter) teria a taxa máxima de manutenção do tempo e teria comprimento que não é contraído. Todos os efeitos da relatividade especial de Einstein (medida consistente da velocidade da luz, bem como desaceleração do relógio e contração do comprimento medidos simetricamente em referenciais inerciais) se encaixam.
Essa interpretação da relatividade, que John A. Wheeler chama de "teoria do éter B (contração do comprimento mais contração do tempo)", não ganhou tanta força quanto a de Einstein, que simplesmente desconsiderou qualquer realidade mais profunda por trás das medições simétricas em quadros inerciais. Não há teste físico que distinga uma interpretação da outra.
Em 2005, Robert B. Laughlin (Prêmio Nobel de Física, Universidade de Stanford), escreveu sobre a natureza do espaço: "É irônico que o trabalho mais criativo de Einstein, a teoria geral da relatividade, se reduza a conceituar o espaço como um meio quando sua premissa original [na relatividade especial] era que tal meio não existia... A palavra "éter" tem conotações extremamente negativas na física teórica por causa de sua associação passada com a oposição à relatividade. Isso é lamentável porque, despojado dessas conotações, ela captura muito bem a maneira como a maioria dos físicos realmente pensa sobre o vácuo. ... A relatividade na verdade não diz nada sobre a existência ou a inexistência de matéria permeando o universo, apenas que qualquer matéria desse tipo deve ter simetria relativística (ou seja, conforme medida)."
Em Relatividade Especial (1968), A. P. French escreveu: "Note, porém, que estamos apelando para a realidade da aceleração de A, e para a observabilidade das forças inerciais associadas a ela. Efeitos como o paradoxo dos gêmeos (especificamente -- o diferencial de manutenção do tempo entre relógios reunidos) existiriam se a estrutura de estrelas fixas e galáxias distantes não existisse? A maioria dos físicos diria que não. Nossa definição final de um referencial inercial pode de fato ser que é um referencial com aceleração zero em relação à matéria do universo em geral."